# Adenocaulon
Adenocaulon je rod glavočika iz tribusa Mutisieae, dio potporodice Mutisioideae. Postoji svega pet priznatih vrsta iz Sjeverne Amnerike i Azije.

## Vrste
1. Adenocaulon bicolor Hook.
2. Adenocaulon chilense Less.
3. Adenocaulon himalaicum Edgew.
4. Adenocaulon lyratum S.F.Blake
5. Adenocaulon nepalense Bittmann